# Melbourne Hall

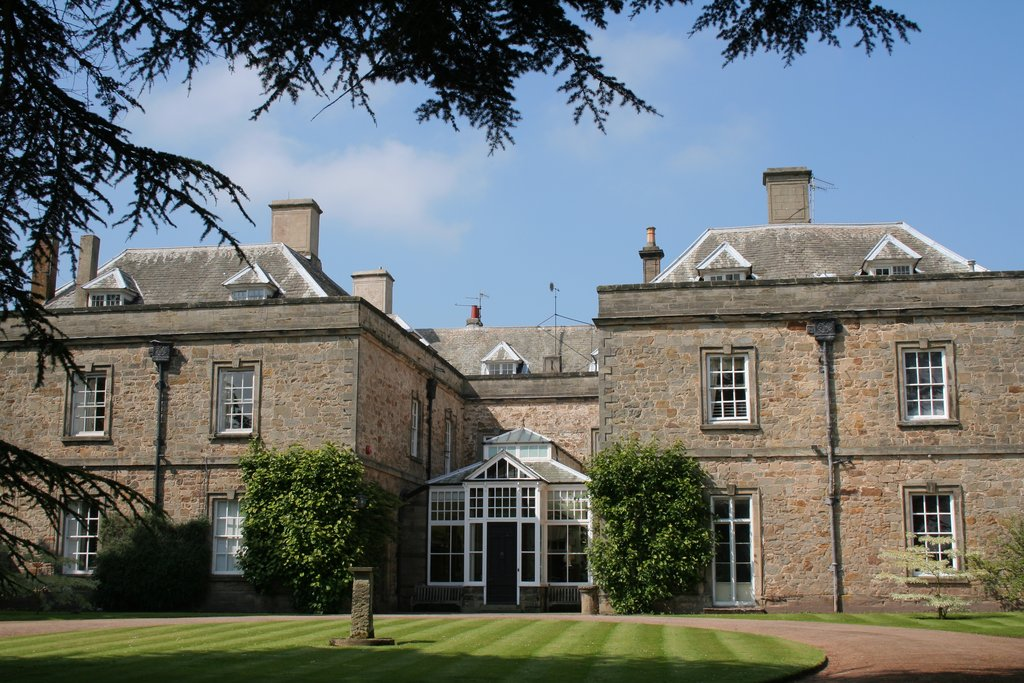
Haupteingang zu Melbourne Hall

Melbourne Hall ist ein Herrenhaus in der englischen Grafschaft Derbyshire. Es war einst der Sitz des Premierministers aus viktorianischer Zeit, William Lamb. So kam die australische Metropole Melbourne zu ihrem Namen. Das Haus ist heute Sitz von Lord und Lady Ralph Kerr und ist öffentlich zugänglich. Das Haus selbst wurde von English Heritage als historisches Gebäude II*. Grades gelistet, aber es gibt mehr als zwanzig Objekte auf dem Anwesen, die als historische Gebäude I. Grades gelistet wurden.

## Geschichte
Die Herrenhaus von Melbourne gehörte im 12. Jahrhundert den Bischöfen von Carlisle und wurde 1629–1631 von Baumeister Richard Shepherd aus Derbyshire für Sir John Coke wiederaufgebaut. Im Jahr 1692 erbte Thomas Coke (1675–1727), ein Gentleman-Baumeister in der goldenen Zeit englischer Amateurarchitekten, das Anwesen. Er legte mit professioneller Unterstützung des Gärtners Henry Wise von etwa 1696 bis 1706 die formalen Gärten an, die heute noch existieren: Es gibt Avenues, ein Parterre, einen Eibenweg, der zu einem Eibentunnel wurde, Basins und Springbrunnen, sowie Figuren aus Blei und Stein, die zumeist von John Nost stammen. Coke bereiste die Niederlande und wandte sich an Nost, den berühmten Bildhauer, der in den österreichischen Niederlanden geboren war und ein Anwesen am Haymarket in London besaß. Er lieferte Bleifiguren von Puttos, Vasen, Blumenkörben und mythologischen Figuren, die man heute noch in Melbourne Hall finden kann, insbesondere die „Jahreszeitenvase“ aus dem Jahr 1705, eines der schönsten Beispiele barocker Bleiskulpturen in einem englischen Garten. Nost lieferte auch eine Reihe von Kaminsimsen im Haus, ebenso wie für Sir Thomas’ Haus am St. James Place in London, von denen jeder £ 50 kostete. Beim Verkauf von Nosts Hinterlassenschaften erwarb Sir Thomas eine Kopie von Sebastiano Serlios Five Books of Architecture, English’d by Robert Peake, die immer noch in der Bibliothek von Melbourne Hall steht.

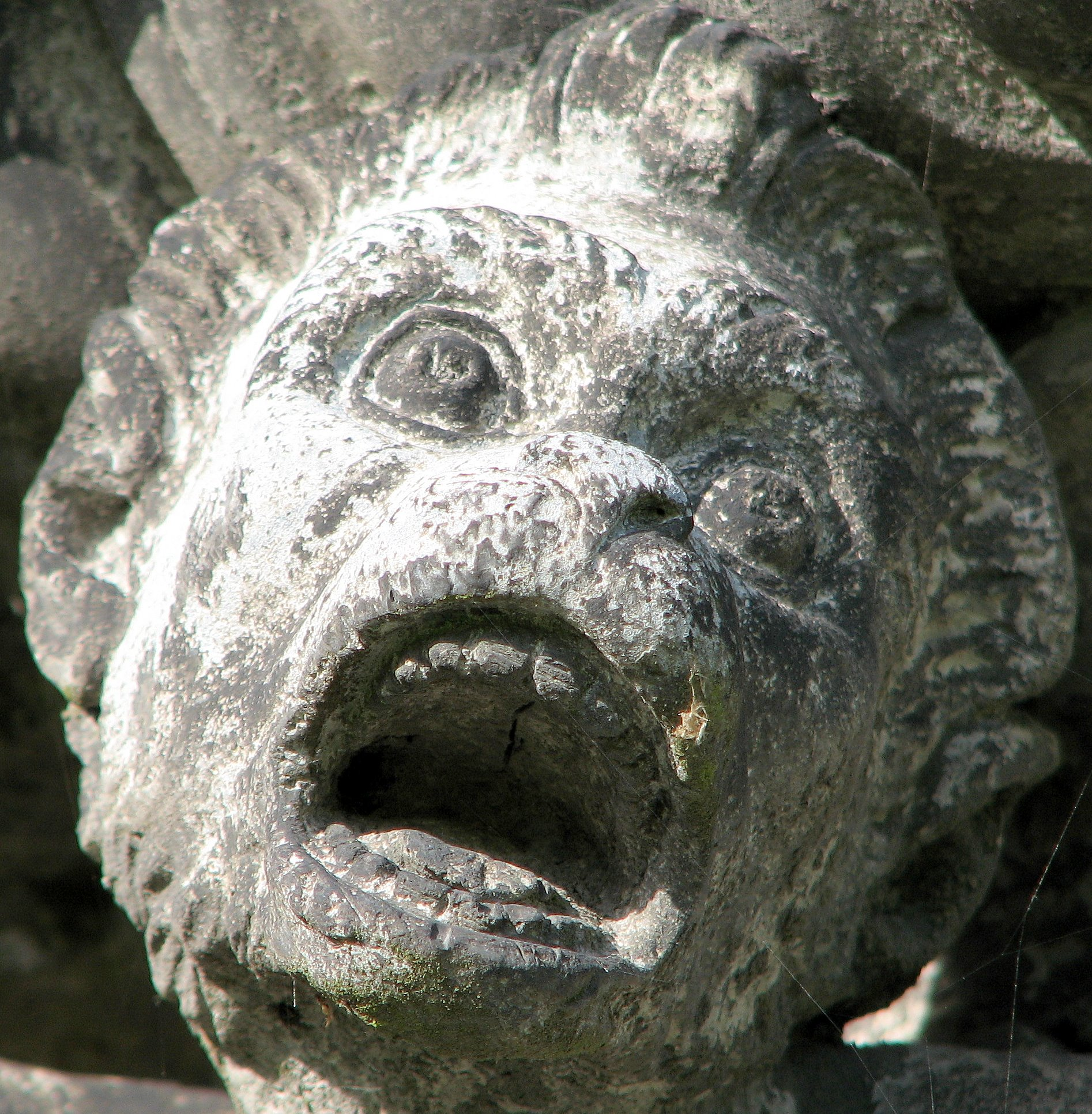
Detail einer Figur auf einer großen Vase in den Gärten von Melbourne Hall

Unter den feinen Schmiedeeisenarbeiten, die Robert Bakewell für das Anwesen von Melbourne Hall schuf, befindet sich auch eine schmiedeeiserne Laube, die „Birdcage“ genannt wird. 
Auch wenn Sir Thomas einen Plan zur Abänderung des Herrenhauses aus dem 16. und 17. Jahrhundert zeichnete und den Westflügel von Francis Smith of Warwick neu aufbauen ließ, blieb es doch seinem Sohn, George Lewis Coke vorbehalten, in den Jahren 1743–1744 die Ostfassade zum Garten hin erneuern und die Südfassade nach einem Plan von William Smith, dem Sohn von Francis Smith, anpassen zu lassen. Seine Konstruktion eines Torhauses wurde „nach der Skizze seiner Hoheit“ von Smith of Warwick gebaut, aber noch vor dem Ende des 18. Jahrhunderts wieder abgerissen. Unbekannte Umbauten wurden vom Baumeister William Gilks aus Burton-upon-Trent in den Jahren 1720–1721 durchgeführt. Die Figur George Lewis Coke bleibt illuster. Einige Leute meinen, er sei niemals wieder in Melbourne Hall gewesen, nachdem er, knapp 20-jährig, auf eine Auslandsreise ging.
Während des gesamten Jahrhunderts wurden in verschiedenen Baustufen die Innenräume verändert. 1745 wurde Joseph Hall of Derby für einen Kaminsims im Paradespeisezimmer bezahlt. In den 1760er-Jahren wurden Stuckarbeiten von Samuel Franceys durchgeführt und 1772 weitere Umbauten an den Innenräumen vom führenden Architekten von Derbyshire, Joseph Pickford, für den ersten Viscount Melbourne ausgeführt. Der zweite Lord Melbourne, Königin Victorias Premierminister, trennte sich 1825 von seiner Frau, Lady Caroline Lamb, als deren Liaison mit Lord Byron bekannt wurde.
Das Herrenhaus fiel an die Familie Cowper, als Emily Lamb, Schwester des kinderlosen, dritten und letzten Viscount Melbourne, den 5. Earl Cowper heiratete. Es blieb in der Familie Cowper, bis Lady Amabel Cowper den Admiral der Royal Navy, Lord Walter Kerr, heiratete, der Melbourne Hall 1906 zu seinem Familiensitz machte.
Dem derzeitige Eigner Lord Ralph Kerr gehört ebenfalls Ferniehirst Castle in Schottland. Er ist der Erbe des Marquess of Lothian, da sein Bruder, der 13. Marquess, – besser bekannt als Politiker Michael Ancram –, keine Söhne hat.